# Asunción Tlacolulita
Asunción Tlacolulita è un comune del Messico, situato nello stato di Oaxaca.